# Маджид Бішкар
Маджид Бішкар (перс. مجید بیشکار; нар. 6 серпня 1956, Хорремшехр, Іран) — іранський футболіст, виступав на позиції атакувального півзахисника.

## Клубна кар'єра
Народився в Хорремшехрі, футбольну кар'єру розпочав у команді рідного міста — «Растахіз». Потім грав у «Шахбазі» та навчався в Аліґархському мусульманському університеті. У 1979 році перебрався до індійського «Іст Бенгал». В Індії був відомий як Маджид Баскар, через що у Маджида регулярно виникали проблеми зі встановленням особистості як в Індії, так і в Ірані. У складі «Іст Бенгал» виграв Кубок Федерації та Rovers Cup 1980 років, а також IFA Shield 1981.
У 1982 році перейшов у «Мохаммедан». Маджид відіграв вирішальну роль в перемозі над «Мохун Баган» у Кубку Федерації 1983 року, та допоміг здобути перемогу у фінальному поєдинку цього турніру. Кубок Федерації став першим трофеєм, який «Мохаммедан» завоював з кінця 60-х років XX століття. Потім вступив у різні конфлікти, востаннє грав за «Мохаммедан» у 2011 році. Після цього кар'єру Бішкара в Ірані нічого невідомо, згодом займався бізнесом в Індії. Через неприємності на батьківщини, став наркозалежни та вів богемний спосіб життя. Після декількох невдалих спробах розпочати все спочатку в різних куточках Індії повернувся до Ірану. Проте й досі вважається одним з найкращих легіонерів в історії клубного індійського футболу. Під час виступів у Колькаті отримав прізвисько Бадшах.

## Кар'єра в збірній
Виступав у складі національної збірної Індії, поїхав разом з іранцями на чемпіонат світу 1978 року. Проте на турнір не провів жодного поєдинку.

## Досягнення
«Іст Бенгал»
- Кубок Федерації
  -  Володар (1): 1981

««Мохаммедан»»
- Кубок Федерації
  -  Володар (2): 1983, 1985

Іран
- Переможець Юнацького (U-19) кубка Азії: 1976